# USS Independence (CV-62)
Pour les autres navires du même nom, voir USS Independence.
L’USS Independence (CV-62) est le 4e et dernier porte-avions de classe Forrestal utilisé par l'US Navy (ex CVA-62).

## Historique
Cinquième navire à porter ce nom dans la marine des États-Unis, il a été lancé par le New York Navy Yard le 6 juin 1958.
Il est engagé dans la guerre du Vietnam à partir de 1965 ou lors d'une campagne de cinq mois, son groupe aérien, le Carrier Air Wing Seven, effectue 7 000 missions et effectue la première mission réussi contre une batterie de missiles sol-air.
Il assure en 1982 et 1983 un soutien a la Force multinationale de sécurité à Beyrouth et à la fin de la même année participe à l'invasion de la Grenade. En 1990, lors de l'opération Bouclier du désert, il entre dans le golfe Persique. Il participe en 1992 à l'Opération Southern Watch ou il accueille une centaine de correspondants de guerre couvrant le début de cette campagne.
En 1995, il devient le plus vieux navire en service dans l’US Navy et après quarante années d'activité, il a été retiré le 30 septembre 1998. 
En attente de démantèlement depuis 2004, il est démoli en 2017 à Brownsville au Texas.

## Récompenses[3]
| Bronze star · Bronze star · Bronze star | Navy Unit Commendation avec trois service stars en bronze            |
| | Navy Meritorious Unit Commendation                                   |
| | Navy E Ribbon (2 citations)                                          |
| Bronze star · Bronze star | Navy Expeditionary Medal avec deux service stars en bronze           |
| Bronze star · Width=44 scarlet ribbon with a central width-4 golden yellow stripe, flanked by pairs of width-1 scarlet, white, Old Glory blue, and white stripes | National Defense Service Medal avec une service star en bronze       |
| Bronze star · Bronze star · Bronze star · Bronze star | Armed Forces Expeditionary Medal avec quatre service stars en bronze |
| Bronze star | Vietnam Service Medal avec une service star en bronze                |
| Bronze star · Bronze star · Width-44 ribbon with the following stripes, arranged symmetrically from the edges to the center: width-2 black, width-4 chamois, width-2 Old Glory blue, width-2 white, width-2 Old Glory red, width-6 chamouis, width-3 myrtle green up to a central width-2 black stripe | Southwest Asia Service Medal avec deux service stars en bronze       |
| | Gallantry Cross (Vietnam)                                            |
| | Vietnam Campaign Medal                                               |
| | Kuwait Liberation Medal (Koweït)                                     |